# Nymphula ekthlipsis
Nymphula ekthlipsis là một loài bướm đêm trong họ Crambidae.